# Regione di Cusco
La regione di Cusco o regione di Cuzco (71986 km², 1 205 527 abitanti) è una regione del Perù situata sul versante occidentale della Cordigliera orientale peruviana.
Ha per capoluogo la città omonima.
Nella regione si trova la montagna Hatun Rit'iyuq.

## Geografia antropica

### Suddivisioni amministrative
La regione è suddivisa in 13 province che sono composte di 107 distretti. Le province, con i relativi capoluoghi tra parentesi, sono:
- Acomayo (Acomayo)[2]
- Anta (Anta)[3]
- Calca (Calca)[4]
- Canas (Yanaoacá)
- Canchis (Sicuani)
- Chumbivilcas (Santo Tomás)
- Cusco (Cusco)
- Espinar (Espinar)
- La Convención (Quillabamba)
- Paruro (Paruro)
- Paucartambo (Paucartambo)
- Quispicanchi (Urcos)
- Urubamba (Urubamba)

## Siti Archeologici
- Machu Picchu
- Ollantaytambo
- Písac
- Sacsayhuamán